# BRP Gen. Emilio Aguinaldo (PG-140)
Le BRP Gen. Emilio Aguinaldo (PG-140) était un grand patrouilleur de la marine philippine, navire de tête de la classe General Emilio Aguinaldo. Il a, comme nom de baptême, celui du général Emilio Aguilnado (1869-1964), premier président de la République des Philippines.

## Histoire
La conception de cette classe est proche de celle de la classe Kagitingan. Six unités étaient prévues initialement. Seules deux furent construites au chantier naval de Cavite.

## Classe General Emilio Aguinaldo
Elle comprenait deux navires :
- BRP Gen. Emilio Aguinaldo (PG-140) : 1992-2016
- BRP Gen. Antonio Luna (PG-141) : 1994-2016

### Note et référence
- (en) Cet article est partiellement ou en totalité issu de l’article de Wikipédia en anglais intitulé « BRP Gen. Emilio Aguinaldo (PG-140) » (voir la liste des auteurs).